# ظفرقند
زفرقند، روستایی از توابع بخش مرکزی شهرستان اردستان در استان اصفهان ایران است. نگارش صحیح نام این روستا «زفرقند» است. علی اکبر دهخدا در لغت‌نامه خود می‌نویسد: زفرقند[ زَ ف َ ق َ ]دهی از دهستان برزاوند است که در شهرستان اردستان واقع است و ۱۷۷۵ تن سکنه دارد. شهر اصفهان در حدود ۸۵ کیلومتر با روستای ظفرقند فاصله دارد. این روستا به دلیل قرارگیری در مسیر جاده ابریشم و ارتباط با روستاها و شهرهای زیاد اطراف، موقعیت جغرافیایی منطقه و واقع شدن در حاشیه کویر، مکان بسیار مناسبی برای اتراق کاروان‌ها بوده است.

### کاروانسرای شاه عباسی
مهمترین کاروانسرای بین‌راهی به جای‌مانده از دوران صفویه در منطقه اردستان در روستای زفرقند واقع است. نوع پلان کاروانسرا دو ایوانی بوده و در سمت چپ و راست ورودی 6 صفه وجود دارد. مصالح بکار رفته در آن از سنگ و آجر است. این کاروانسرا بدون برج است و اتصال دیوارها در چهار گوش بی واسطه است. ورودی کاروانسرا دو سکوی کم حجم در دو سویش دارد و دو سوی هشتی با دو حجره و دو طاق نمای کوچک و بزرگ تقسیم شده است. طرح یک ستاره نیز زیر گنبد هشتی وجود دارد. دو راه پله در دو سوی هشتی برای رسیدن به بام مشاهده می‌شود و در هر چهار گوش کاروانسرا یک آبریزگاه واقع شده است.این کاروانسرا در فهرست آثار ملی کشور ثبت شده است و در سال‌های اخیر توسط میراث فرهنگی شهرستان مورد مرمت قرار گرفته است.

## جمعیت
این روستا در همسایگی قهساره، ماربین، کچو و سرابه قرار دارد و براساس سرشماری مرکز آمار ایران در سال ۱۳۸۵، جمعیت آن ۲۲۹ نفر (۹۵خانوار) بوده‌ است.